# Poslovna zona Novi Borik-Lepirac
Poslovna zona Novi Borik-Lepirac poznatije samo kao zona Lepirac je poslovno-proizvodna zona u bjelovarskom naselju Gornje Plavnice. Zona se nalazi sjeverno od bjelovarske sjeverne obilaznice.

Unutar zone se nalazi odprilike 6 aktivnih poduzeća, te i zapušteni centar Pevec koji od 2010. godine stoji nedovršen.